# Larga Valley
Das Larga Valley (spanisch Quebrada Larga ‚Lange Schlucht‘) ist ein 3 km langes Tal mit nordost-südwestlicher Ausrichtung im Westen der westantarktischen Seymour-Insel.
Der deskriptive Name des Tals findet sich erstmals auf argentinischen Landkarten und geologischen Berichten aus dem Jahr 1978. Das UK Antarctic Place-Names Committee übertrug die spanische Benennung 1991 in einer Teilübersetzung und in angepasster Form ins Englische.